# Golden Valley County (Montana)
Golden Valley County ist ein County im Bundesstaat Montana der Vereinigten Staaten. Der Sitz der Countyverwaltung (County Seat) befindet sich in Ryegate.

## Demografische Daten
Nach der Volkszählung im Jahr 2000 lebten im County 1.042 Menschen. Es gab 365 Haushalte und 263 Familien. Die Bevölkerungsdichte betrug weniger als 1 Einwohner pro Quadratkilometer. Ethnisch betrachtet setzte sich die Bevölkerung zusammen aus 99,14 % Weißen, 0,00 % Afroamerikanern, 0,58 % amerikanischen Ureinwohnern, 0,10 % Asiaten, 0,00 % Bewohnern aus dem pazifischen Inselraum und 0,00 % aus anderen ethnischen Gruppen; 0,19 % stammten von zwei oder mehr ethnischen Gruppen ab. 1,25 % der Bevölkerung waren spanischer oder lateinamerikanischer Abstammung.
Von den 365 Haushalten hatten 26,80 % Kinder und Jugendliche unter 18 Jahre, die bei ihnen lebten. 66,80 % waren verheiratete, zusammenlebende Paare, 3,30 % waren allein erziehende Mütter. 27,90 % waren keine Familien. 24,40 % waren Singlehaushalte und in 11,00 % lebten Menschen im Alter von 65 Jahren oder darüber. Die Durchschnittshaushaltsgröße betrug 2,41 und die durchschnittliche Familiengröße lag bei 2,85 Personen.
Auf das gesamte County bezogen setzte sich die Bevölkerung zusammen aus 27,60 % Einwohnern unter 18 Jahren, 5,90 % zwischen 18 und 24 Jahren, 23,00 % zwischen 25 und 44 Jahren, 27,00 % zwischen 45 und 64 Jahren und 16,50 % waren 65 Jahre alt oder darüber. Das Durchschnittsalter betrug 42 Jahre. Auf 100 weibliche Personen kamen 107,20 männliche Personen, auf 100 Frauen im Alter ab 18 Jahren kamen statistisch 103,20 Männer.
Das jährliche Durchschnittseinkommen eines Haushalts betrug 27.308 USD, das Durchschnittseinkommen der Familien betrug 35.000 USD. Männer hatten ein Durchschnittseinkommen von 14.028 USD, Frauen 19.063 USD. Das Prokopfeinkommen betrug 13.573 USD. 25,80 % der Bevölkerung und 16,50 % der Familien lebten unterhalb der Armutsgrenze. 20,40 % davon waren unter 18 Jahre und 21,60 % waren 65 Jahre oder älter.

## Geschichte
Fünf Bauwerke des Countys sind im National Register of Historic Places eingetragen (Stand 8. Februar 2018).

## Orte im Golden Valley County
Towns
| - Lavina - Ryegate |